# Niêu đất

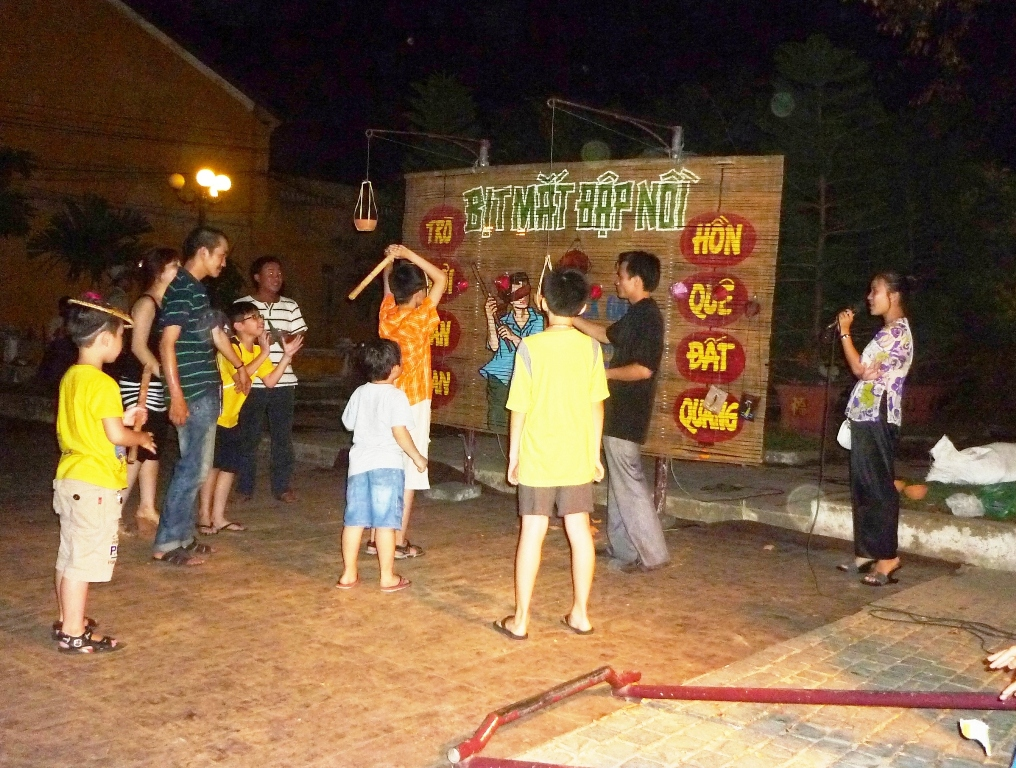
Trò chơi dân gian "Bịt mắt đập niêu"

Niêu đất, còn gọi là nồi đất là một đồ gốm, làm từ đất đem nung, dùng để nấu thức ăn. Nồi đất là một dụng cụ nấu ăn khá phổ biển của người Việt Nam xưa, ngày nay niêu đất vẫn được sử dụng nhưng ít hơn.

## Kỹ thuật làm
Các công đoạn làm niêu đất: chọn và lấy đất, làm đất, tạo hình, phơi khô và nung.

### Chọn đất
Đất làm nồi đất là phải dẻo, không lẫn sỏi đá, dễ tạo hình; thường chọn là đất sét.

### Làm đất
Đất lẫy về được chất thành đống, che chắn tránh mưa, nắng.
Khi làm đất, người thợ thủ công thái đất thành từng lát mỏng, tưới nước cho vừa phải, rồi nhào, dẫm hoặc dùng chầy giã để làm cho đất nhuyễn và có độ dẻo.

### Tạo hình
Đất làm xong chuyển vào tạo hình niêu.
Dụng cụ tạo hình gồm bàn xoay (một số địa phương gọi là chuầy), nồi đựng nước, giẻ để vuốt, bàn vỗ bằng gỗ, nạo bằng tre và một số que tre vót nhọn đầu để chỉnh sửa.
Trước khi tạo dáng, thợ thủ công rắc lên trên mặt bàn xoay một lớp tro bếp mỏng để chống dính. Sau đó, lấy đất đã làm cho lên bàn xoay và xoay, những vòng xoay của bàn xoay kết hợp với bàn tày của người thợ thủ công cùng với một số dụng cụ phụ trợ khác sẽ tạo ra những sản phẩm niêu đất.

### Phơi khô
Sau khi hoàn thành khâu tạo dáng, niêu đất được đem đi phơi nắng rồi xếp vào lò nung.

### Nung
Ở mỗi địa phương, làng nghề thì có những phương thức nung khác nhau. Nguyên liệu để nung gồm có: rơm, rạ, chấu, phôi bào, than, điện... Nhiệt độ nung khoảng 500 – 600 độ C, thời gian nung khoảng 3 ngày.
Một sản phẩm đạt yêu cầu là có màu đỏ hồng (tùy thuộc vào từng chất đất).

## Sử dụng
Xưa, khi chưa có nhiều nồi đồng, nồi nhôm, nồi gang... nồi đất là vật dụng chính dùng để nấu chín thức ăn, đun nước.
Ngày nay, nồi đất vẫn được sử dụng nhưng ít hơn, chủ yếu là kho cá, nấu cơm niêu, sắc thuốc... Nồi đất cải tiến: nồi đất điện, ấm sắc thuốc bằng điện...
Niêu đất còn được sử dụng trong trò trơi dân gian "Bịt mắt đập niêu"